# 洞阔尔·依西罗布森·丹增佳木苏
洞阔尔·依西罗布森·丹增佳木苏（1836年—1854年）原俗名丹增热西，法名“依西罗布森·丹增佳木苏”，外蒙古土谢图汗部郡王旗人，第三世（不计追认）洞阔尔活佛。

## 生平
第三世洞阔尔活佛生于道光十六年（1836年），于北京雍和宫金瓶掣签认定为转世灵童，8岁时被迎请至寺院坐床。咸丰三年（1854年），18岁时，洞阔尔活佛赴西藏拉萨，准备进行为期10年的学习。但途中在渡河之时，因为河水突然上涨而落水死亡。